# Crybelonemertes arenicolus
Crybelonemertes arenicolus är en djurart som tillhör fylumet slemmaskar, och som beskrevs av Scott D. Sundberg och Gibson 1995. Crybelonemertes arenicolus ingår i släktet Crybelonemertes och familjen Amphiporidae. Inga underarter finns listade i Catalogue of Life.